# Сибірський (смт)
Сибі́рський (рос. Сибирский) — селище міського типу у складі Алтайського краю, Росія. Адміністративний центр та єдиний населений пункт Сибірського міського округу.

## Населення
Населення — 11306 осіб (2010; 12046 у 2002).